# 2012年堪察加彼得罗巴甫洛夫斯克航空251号班机空难
2012年9月12日，堪察加彼得罗巴甫洛夫斯克航空251号班机在俄罗斯堪察加州帕拉纳机场11号跑道准备降落时坠毁，致使两名机组成员和8名乘客死亡。在两名机员的血液中发现了酒精。

## 事故过程
本次事故坠毁的航机是安托诺夫安-28型运输机，注册编号RA-28715。其于1989年首飞，事发前已飞行11,947小时。事发时该机正进行无人工干预的仪表飞行，着陆前不顾山地地形险峻下降到最低允许高度（2,150米或7,050英尺）以下，不按照无指向性无线电信标指引飞行，等到机组向塔台报告偏离时，航机已飞出信标22千米。本机于当地时间中午12:20坠毁在海拔320米（1,050英尺）的山坡上。

## 事发原因
国际航空委员会的调查发现，两名机组成员在执行本次飞行前饮酒，两人血液的酒精含量分别为0.92%和2.03%，因此委员会考虑对许可该机组起飞的有关人员提出刑事诉讼。调查报告把事故原因归咎于彼得罗巴甫洛夫斯克航空公司漠视机组纪律、缺乏监管，机组在航机降低至安全高度以下后不采取措施，以及飞机自身缺少近地警告系统。